# Jacob Heinl
Jacob Heinl, né le 9 octobre 1986 à Hambourg, est un handballeur allemand. Il évolue au poste de Pivot et a fait quasiment exclusivement sa carrière au SG Flensburg-Handewitt.

## Palmarès
Compétitions internationales
- Ligue des champions (1) : 2014
- Coupe des vainqueurs de coupe (1) : 2012

Compétitions nationales
- Championnat d'Allemagne
  - Champion (1) : 2018
  - Vice-champion (6) : 2012, 2013, 2016, 2017, 2020, 2021
- Coupe d'Allemagne
  - Vainqueur (1) : 2015
  - Finaliste (6) : 2011, 2012, 2013, 2014, 2016, 2017
- Supercoupe d'Allemagne
  - Vainqueur (1) : 2013
  - Finaliste (3) : 2012, 2015, 2020